# Malmö Redhawks
Malmö Redhawks (frühere Bezeichnungen: Malmö IF, MIF, MIF Redhawks) ist ein schwedischer Eishockeyclub aus der Stadt Malmö. Die Mannschaft war zweimal schwedischer Meister und spielt seit 2015 wieder in der erstklassigen Svenska Hockeyligan.

## Geschichte

### Langsamer Aufstieg
Anfänglich gab es eine Sektion Eishockey beim Verein Malmö FF. Der Vereinsvorsitzende in den 1970er Jahren, Erik Persson, betrachtete diese Sektion als zu finanzaufwendig und so wurde die Sektion am 28. Februar 1972 ausgegliedert und der Verein Malmö IF gegründet. Bis 1983 spielte die Mannschaft in der zweithöchsten Spielklasse. Danach war man ab und zu in der dritten Liga und 1988 hatte man nach einer erfolgreichen Phase sogar die Möglichkeit in die höchste Liga (Elitserien) aufzusteigen. Die Qualifikationsspiele dazu wurden jedoch verloren.
Der schon 1984 zum Wortführer des Vereins gewählte Percy Nilsson wurde nun seinem Spitznamen „Baumeister“ (byggmästare) gerecht und holte einige Weltklassespieler in den Verein. Nach der Saison 1989/90 standen drei Qualifikationsspiele zur höchsten Liga gegen den Verein MoDo Hockey an, die alle gewonnen wurden.

### Höchste Spielklasse

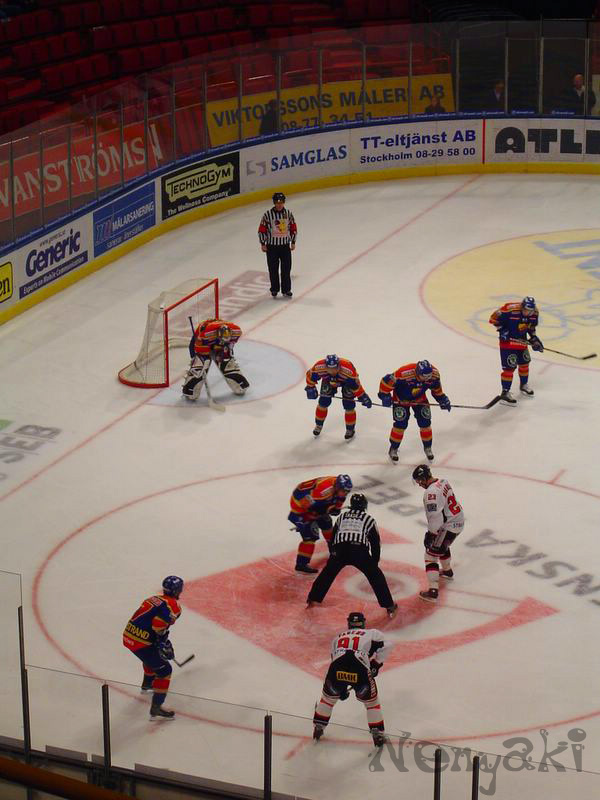
Elitserien-Duell gegen Djurgårdens IF

Gleich im ersten Jahr in der Elitserien konnte Malmö IF, die Play-off-Runde erreichen, doch im Viertelfinale schied man gegen Luleå HF aus. In der Saison 1991/92 schaffte der Verein den Weg zu den Finalspielen. Es wurde im Modus Best of five gespielt, und nach je zwei gewonnenen und zwei verlorenen Spielen gegen Djurgårdens IF  fand das Entscheidungsspiel in Malmö statt. Vor der Rekordkulisse von 5.940 Zuschauern gewann man dieses Spiel und war somit zum ersten Mal schwedischer Meister. Die Erfolgsserie konnte im Europapokal fortgesetzt werden, so dass Malmö IF nach dem Finalspiel gegen HK Dynamo Moskau auch als Sieger dieses Wettbewerbs feststand.
Im folgenden Jahr schaffte es Malmö IF in der Elitserien nur bis ins Halbfinale, doch ein Jahr später konnte man den nächsten Meistertitel feiern, nachdem man im Finale MoDo Hockey, das schon mit zwei Siegspielen in Führung lag, durch drei aufeinander folgende Siege bezwingen konnte.
In der Saison 1994/95 konnte sich der Verein mit mehreren NHL-Stars verstärken, da dort ein Spielerstreik stattfand. Diesmal verliert die Mannschaft jedoch die Finalspiele nach verheißungsvollem Start, was auch zur Trennung vom aktuellen Trainer führt. Es folgte eine Zeit, in der der Verein zwar die Finalrunde erreichen konnte, dort aber in den Viertel- oder Halbfinalen an einem stärkeren Gegner scheiterte. In der Saison 1997/98 reichte es nach verschiedenen Meinungsverschiedenheiten in der Mannschaft nicht einmal für die Play-off-Runde. Ein Jahr später zeigte die Mannschaft Kampfgeist und spielte sich ins Halbfinale vor. Dort war wieder einmal MoDo Hockey der Gegner. Am Ende reichte es nur zu einem Sieg, und der Traum vom Finale war geplatzt.
Auch in den folgenden zwei Jahren scheiterte man im Halbfinale und 2002 war schon nach den ersten Play-off-Spielen Schluss. Nach einer mittelmäßigen Saison 2002/03 kommen ein Jahr später ökonomische Schwierigkeiten auf. Die Vereinsleitung hatte mit einem Fernsehsender (TV4 Plus) einen Vertrag geschlossen, dass die Mannschaft in einer Dokumentarfilmserie mitwirken sollte. Diese Reihe kam aus finanziellen Gründen nicht zustande, was auch den Verein beeinträchtigte. Die sportlichen Leistungen ließen nach, so dass man zu Qualifikationsspielen für den Verbleib in der Elitserien gezwungen war. Dieses Mal konnte sich die Mannschaft noch retten, doch nach der Saison 2004/05 stieg der Club bei ähnlicher Konstellation und weniger erfolgreichen Qualifikationsspielen ab.

### Abstieg in die Allsvenskan
Die Spiele in der Eishockey-Allsvenskan der Saison 2005/06 verliefen überwiegend erfolgreich, und so bestand die Chance zum sofortigen Wiederaufstieg, die auch genutzt wurde. Doch schon ein Jahr später scheiterte Malmö am Klassenerhalt in der Kvalserien, so dass die Redhawks erneut in die Allsvenskan abstiegen. Am Ende der Spielzeit 2007/08 erreichten sie zwar die Kvalserien um den Aufstieg, scheiterten aber am Rögle BK und Brynäs IF. Daher gehört Malmö auch in der Spielzeit 2008/09 der zweiten Spielklasse an.

## Heimspielstätte

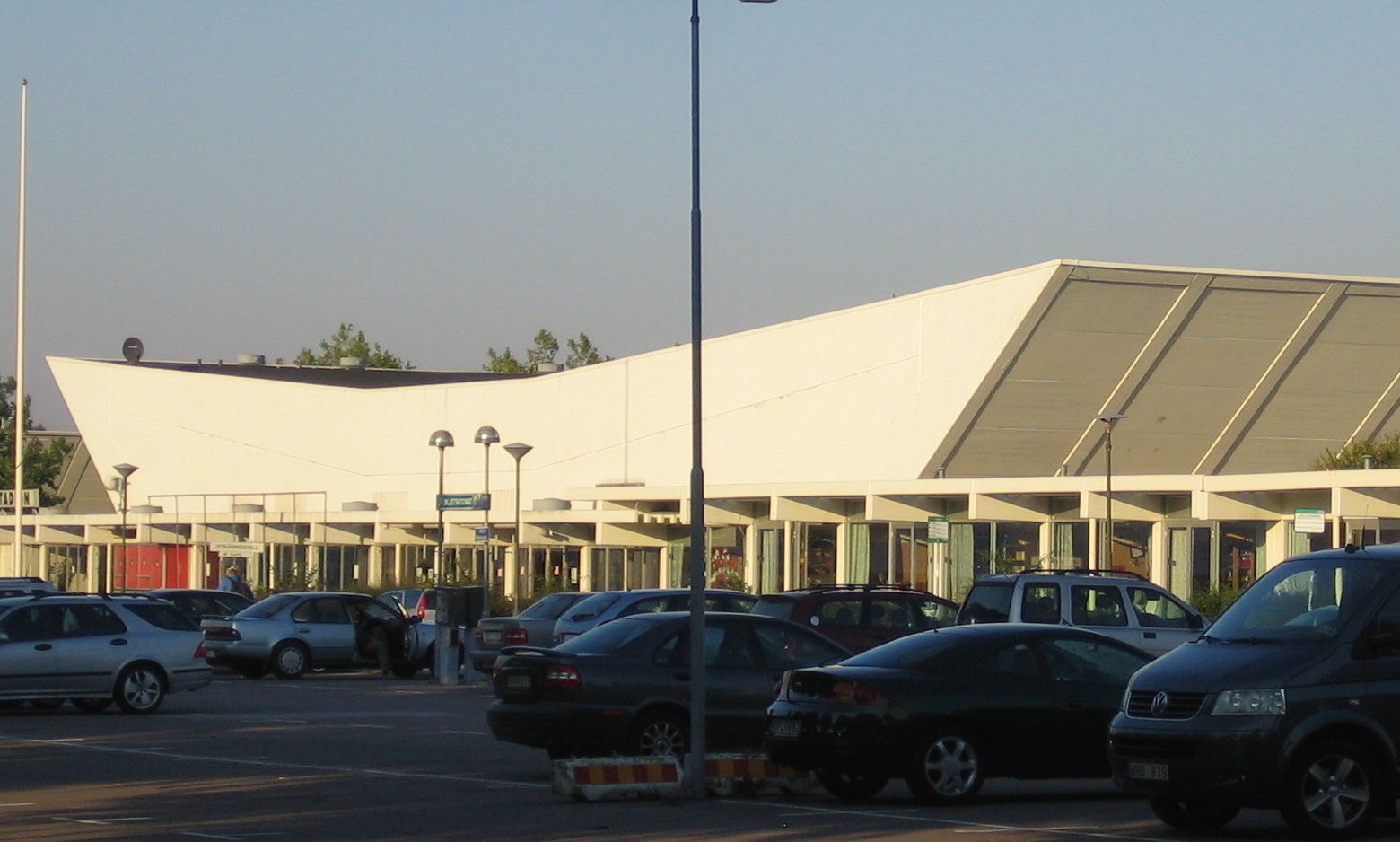
Die ehemalige Spielstätte der Redhawks: das Isstadion

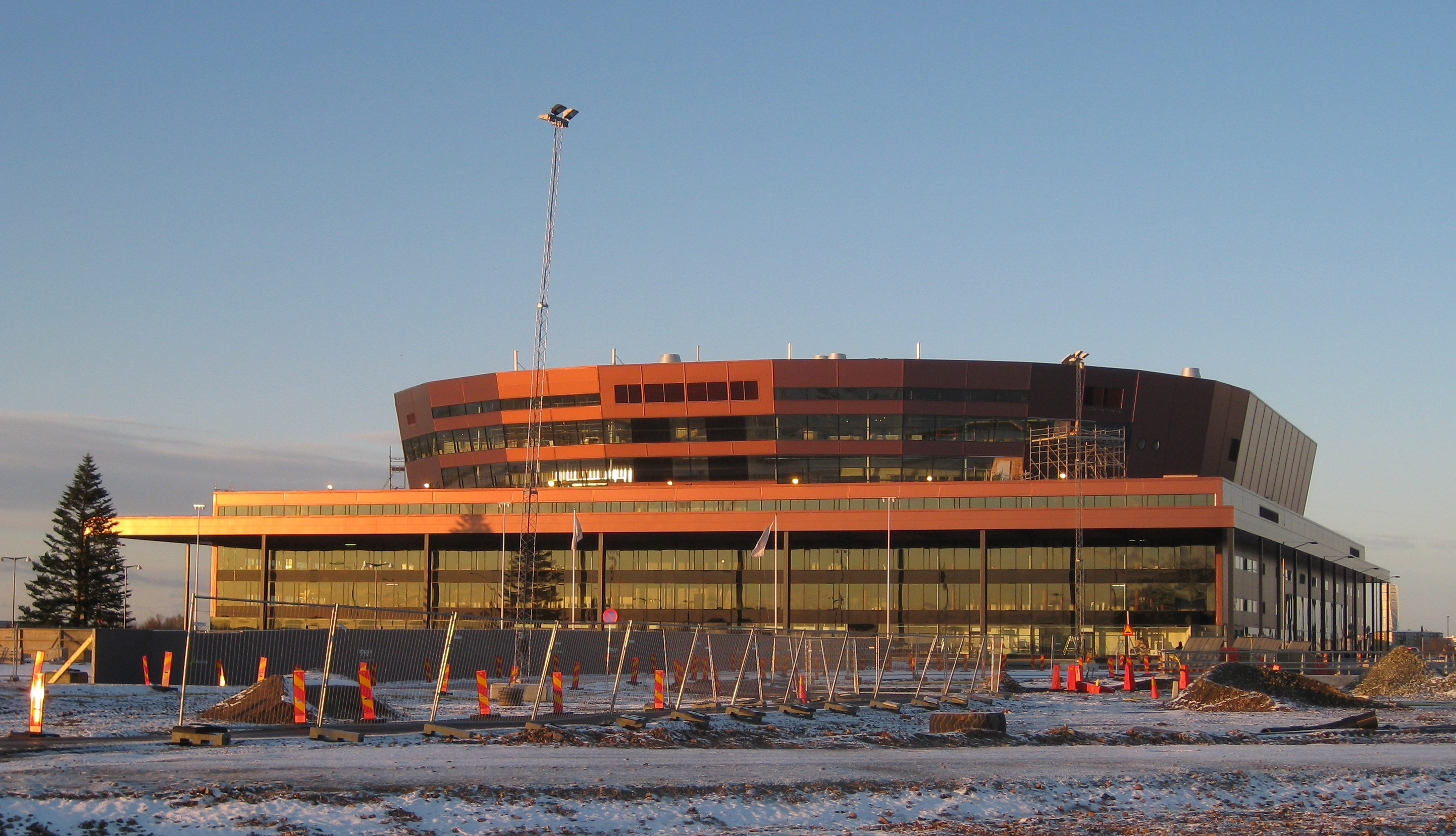
Die Malmö Arena

Der Malmö IF nutzte für seine Heimspiele seit 1970 das 5.804 Zuschauer fassende Malmö Isstadion. Im Januar 2007 wurde mit dem Bau einer neuen Arena für die Redhawks im Stadtteil Hyllievång begonnen, welche schließlich im November 2008 eröffnet wurde. Die „Malmö Arena“ hat bei Eishockeyspielen eine Kapazität von circa 12.500 Zuschauern und wurde am 12. November 2008 im Heimspiel gegen Leksands IF von den Redhawks eingeweiht.

## Erfolge
- Schwedischer Meister 1992 und 1994
- Sieger des Europapokals 1992
- Meister der Allsvenskan 1990 und 2006
- Meister der Division I 1974

## Bekannte ehemalige Spieler
| - Peter Andersson - Rasmus Andersson - Alexander Barta - André Burakovsky - Sebastian Dahm - Mikko Eloranta - Kevin Fiala - Fjodor Fjodorow - Mats Hallin | - Niclas Hävelid - Tim Heed - Raimo Helminen - Corey Hirsch - Jani Hurme - Marcus Johansson - Kim Johnsson - Joel Kellman - Andreas Lilja - Peter Lindmark - Marek Malík - Mats Näslund | - Frans Nielsen - Janne Niinimaa - Gustav Nyquist - Juha Riihijärvi - Daniel Rydmark - Tomas Sandström - Carl Söderberg - Róbert Švehla - Pavel Trnka - Marcus Paulsson |

### Gesperrte Trikotnummer
- #1 – Peter Lindmark
- #5 – Roger Nordström
- #18 – Patrik Sylvegård
- #25 – Kaj Olsson
- #66 – Mats Lusth